# Zărieș, Alba
Zărieș este un sat în comuna Mihalț din județul Alba, Transilvania, România. În 2006, Zărieșul avea o populație de un locuitor și două case.

## Imagini

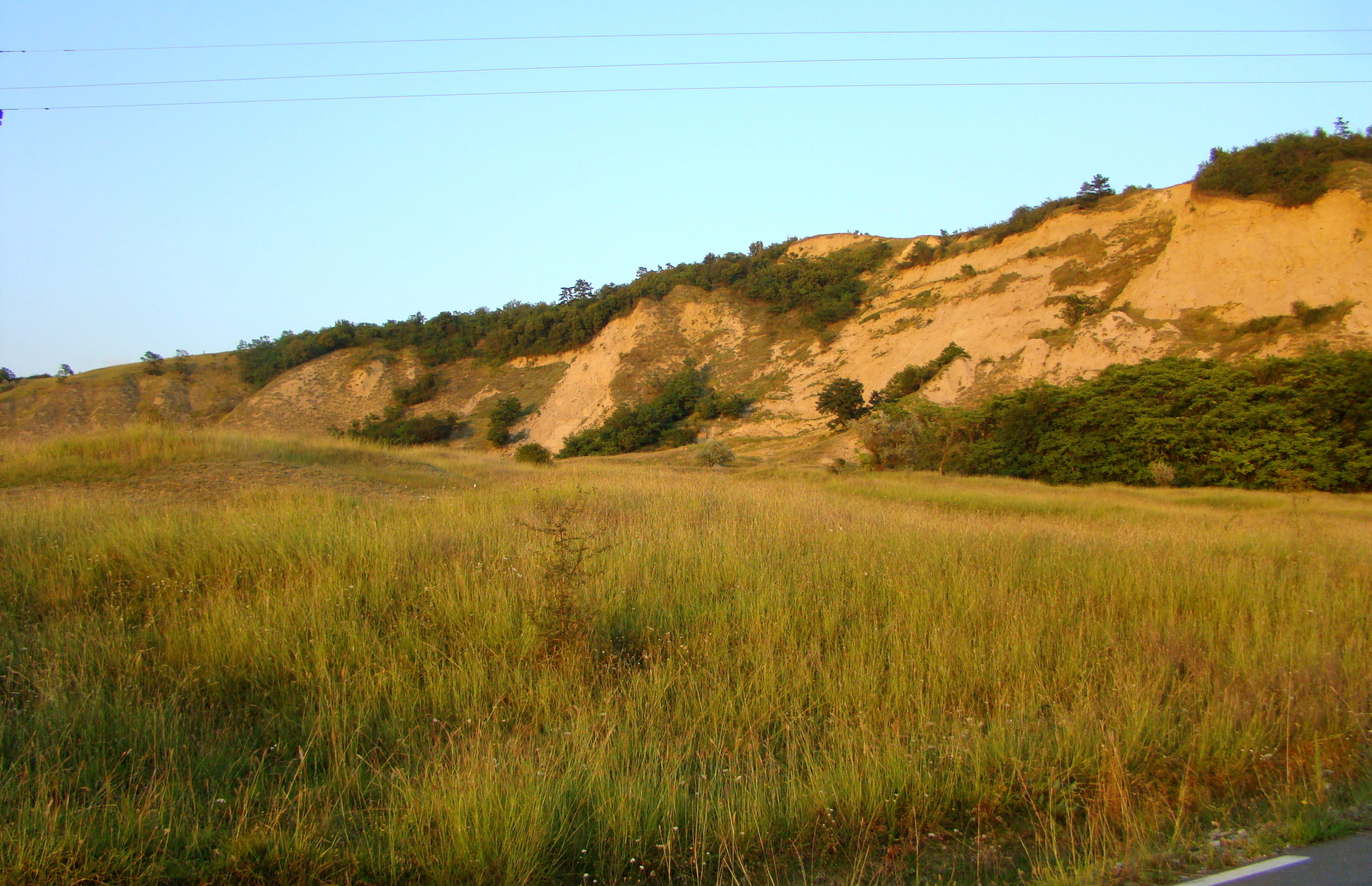
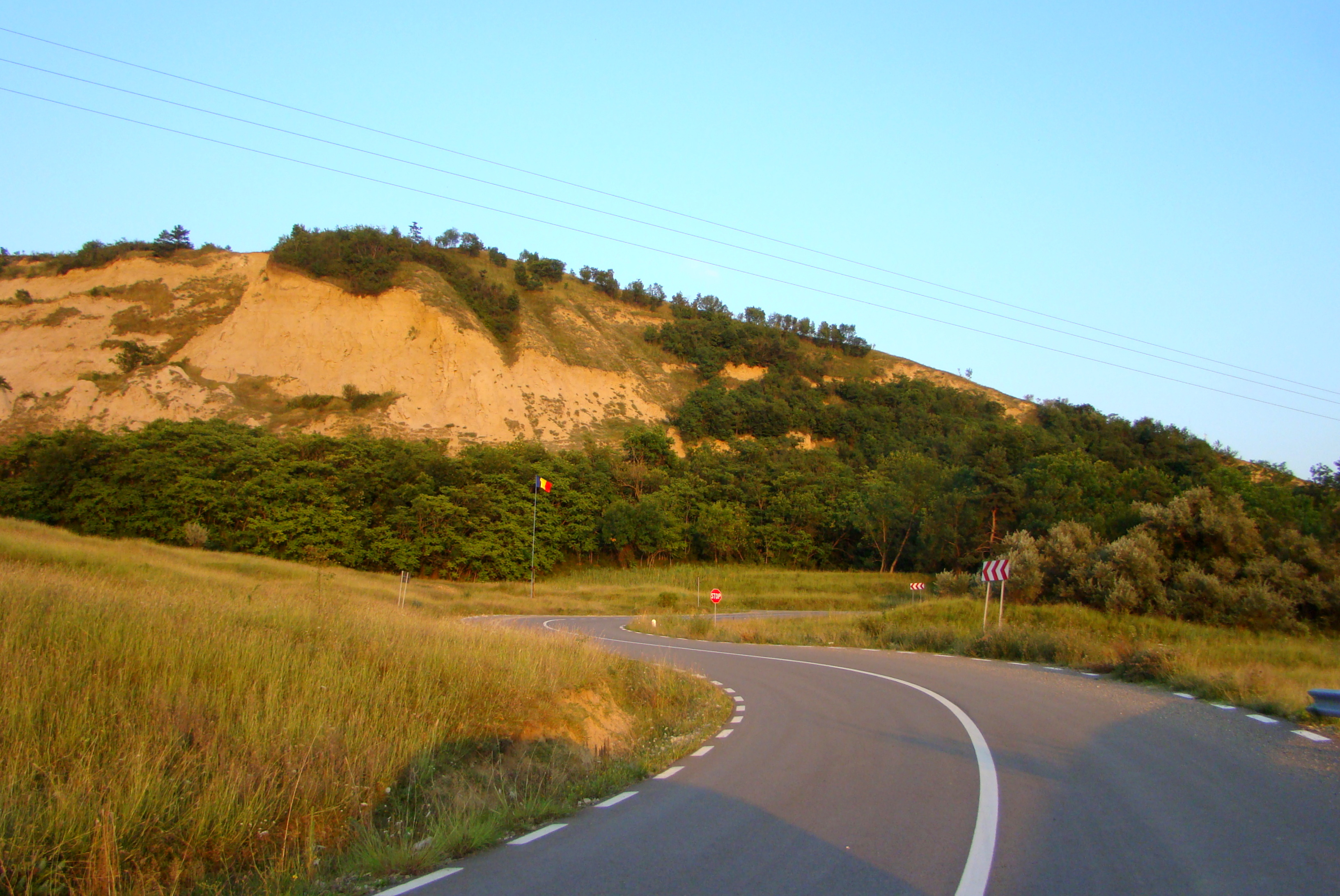
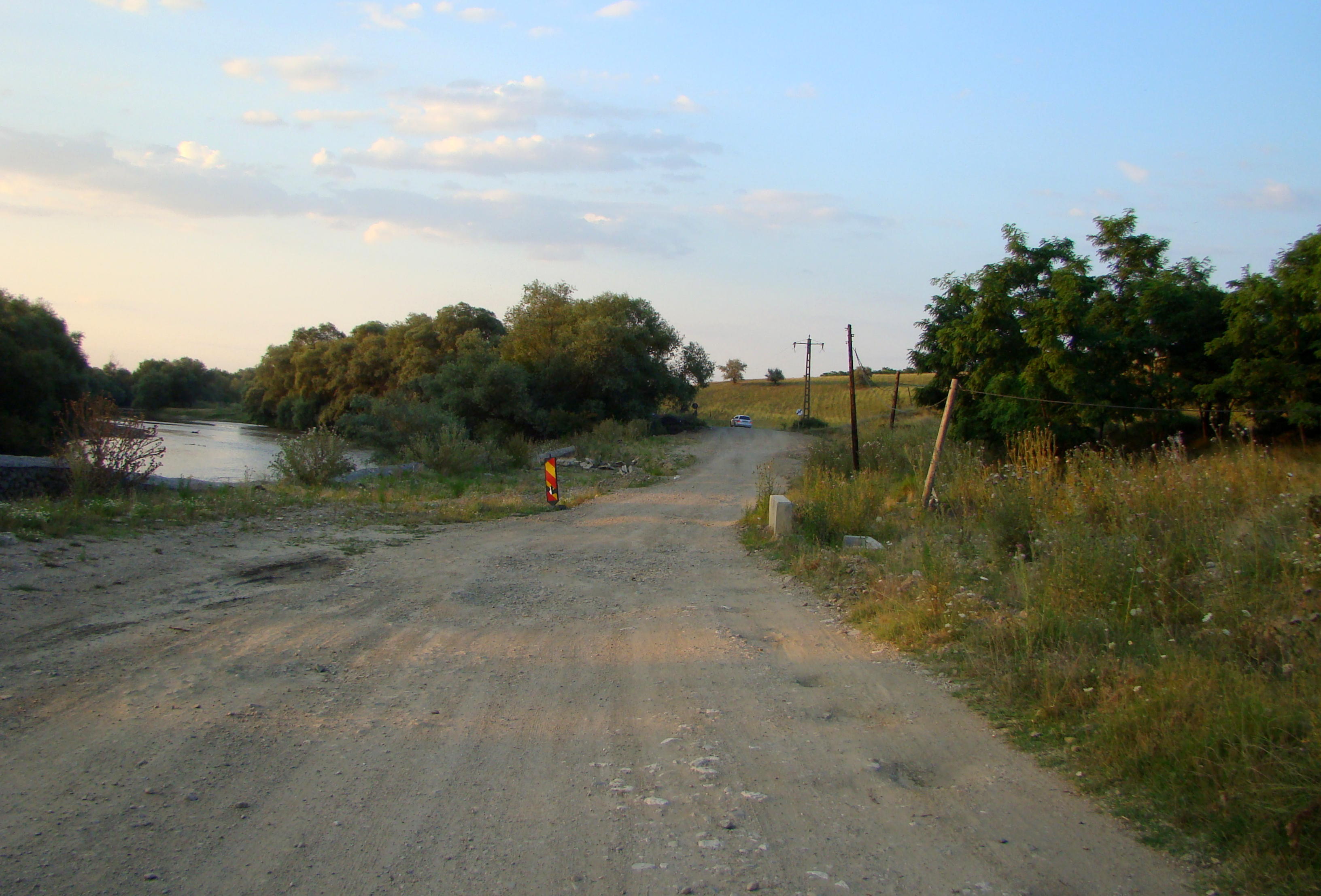
Drumul  Zărieș-Căpud
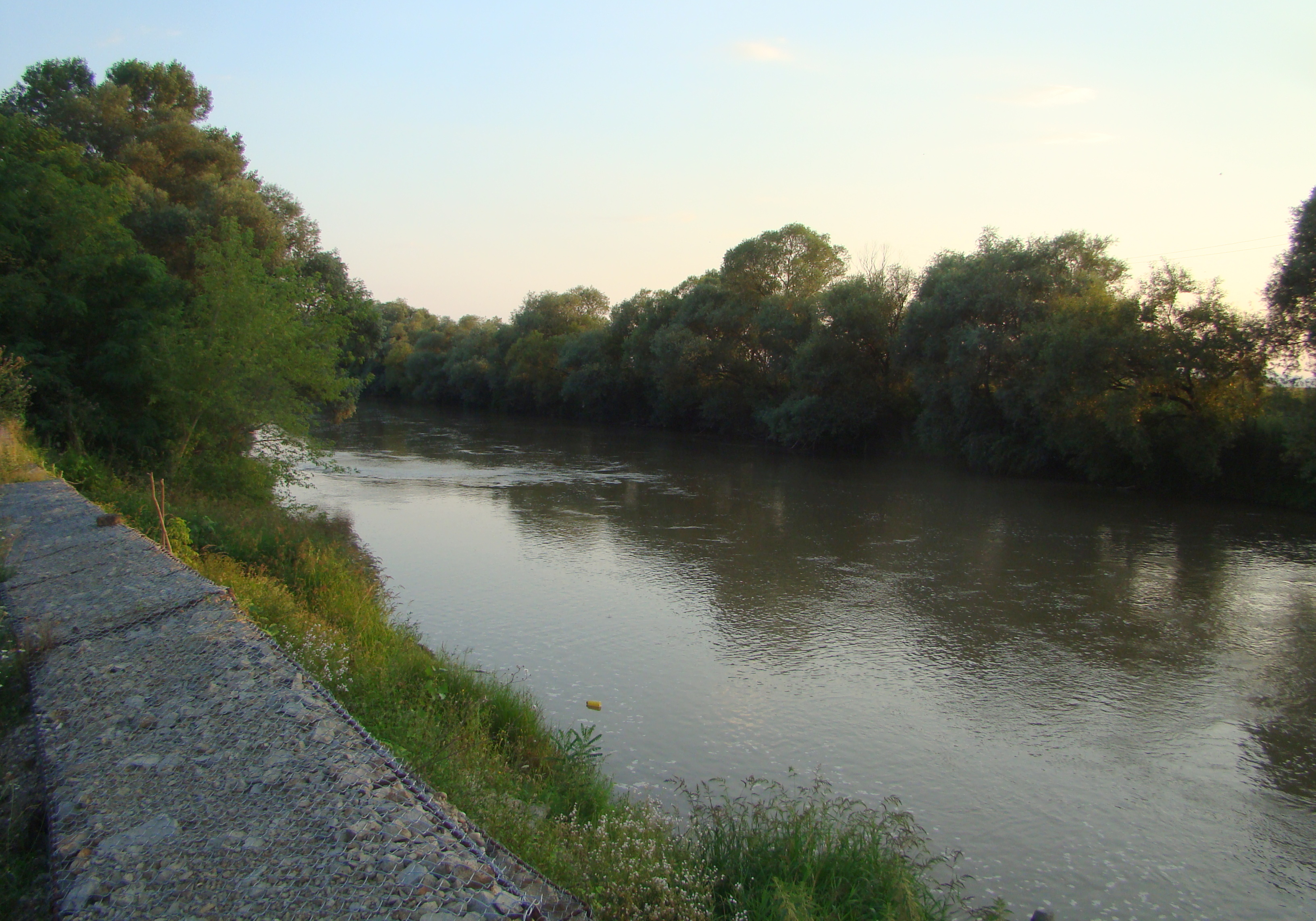
Râul Mureș la Zărieș
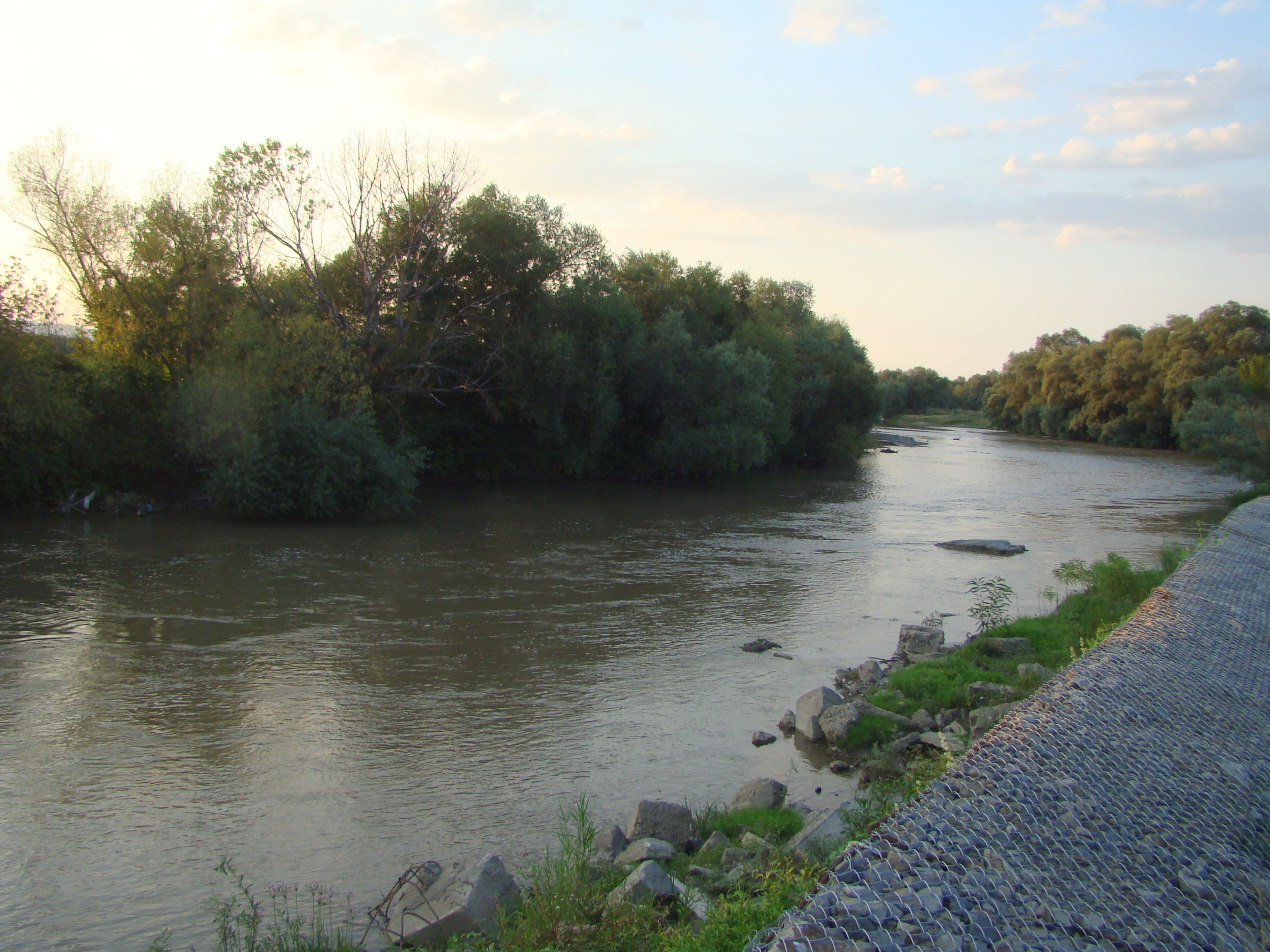
Râul Mureș la Zărieș